# Ställe Salomos

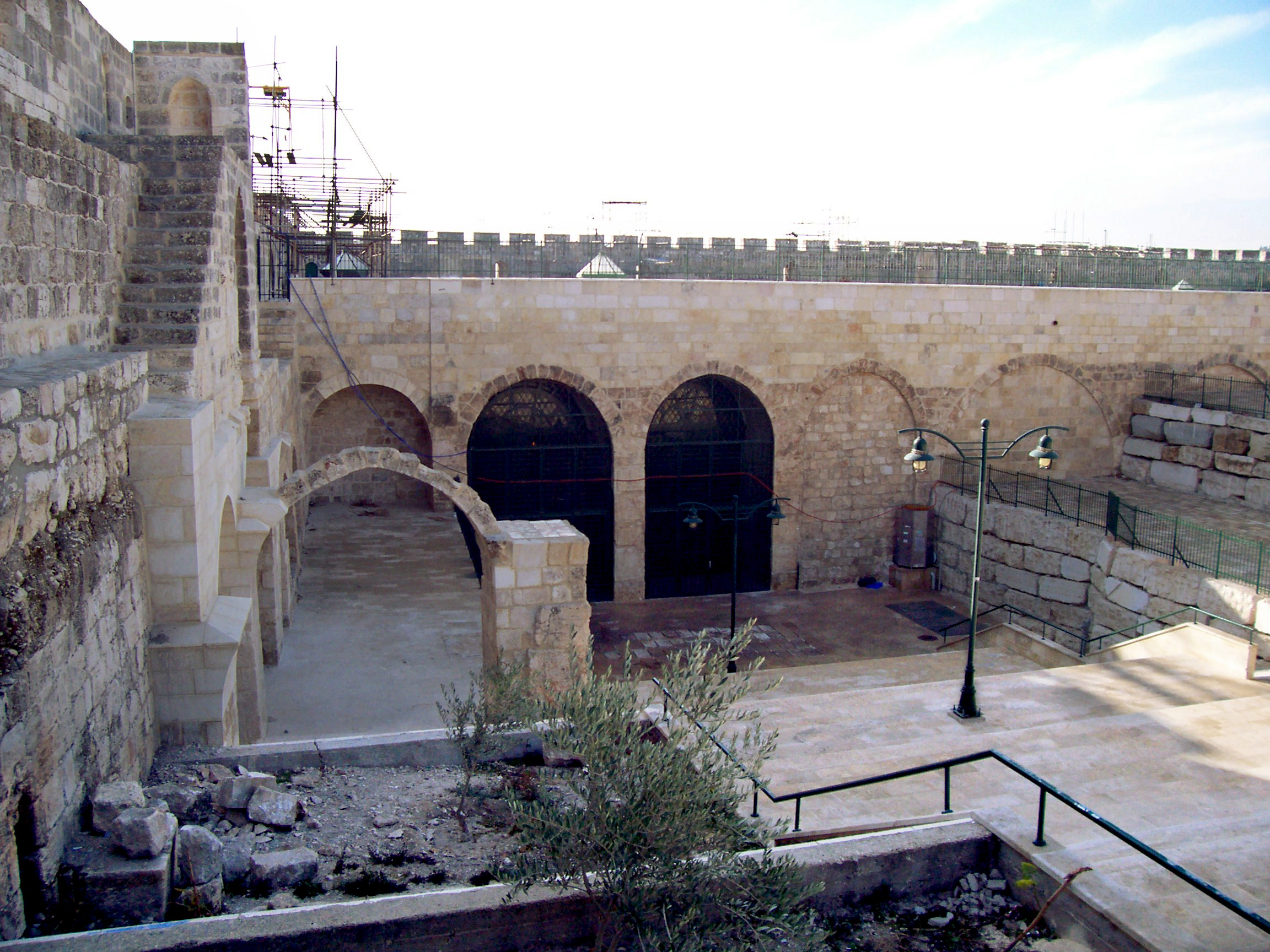
Eingang zur Marwani-Moschee

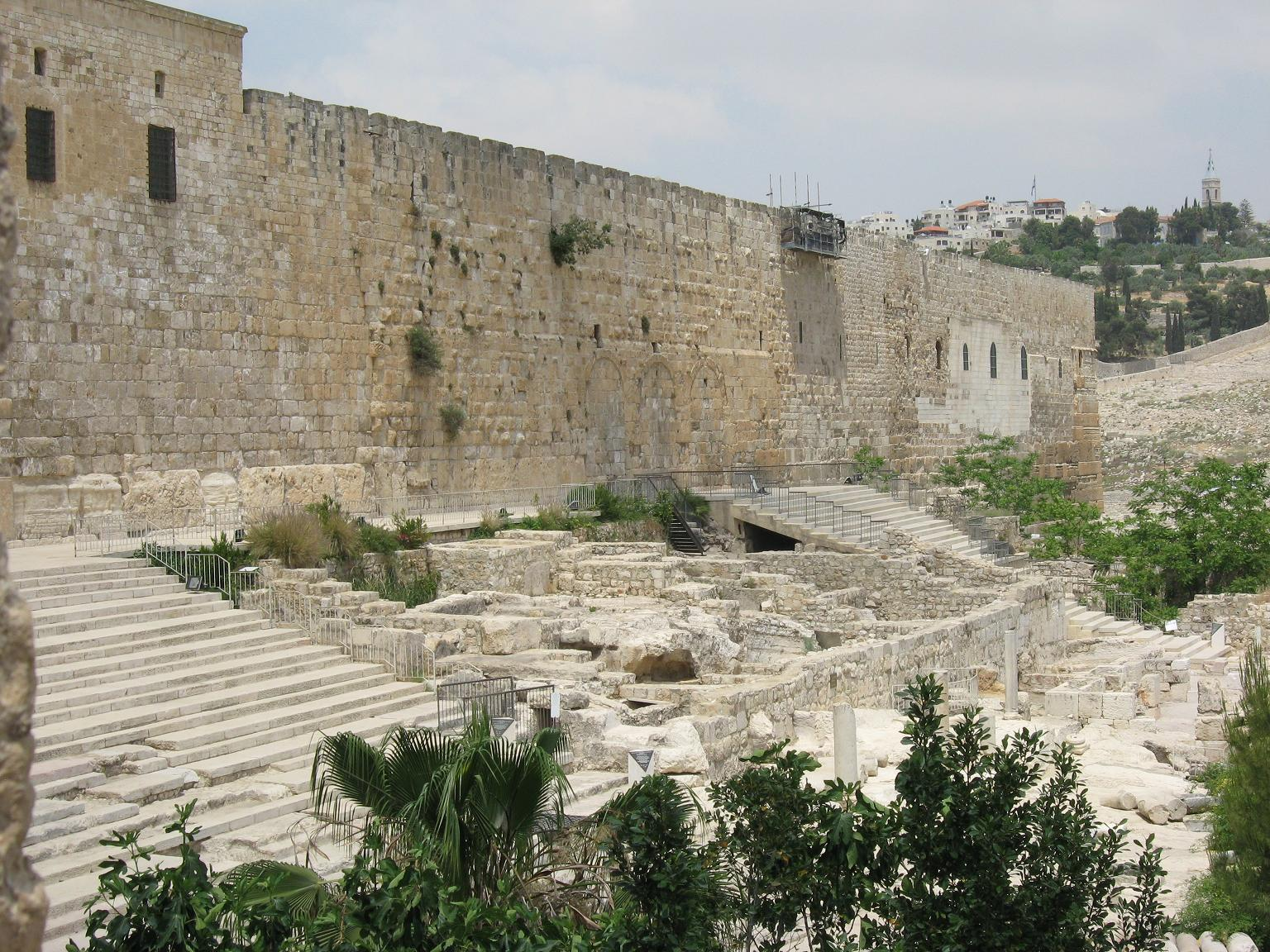
Die Südmauer des Tempelberges

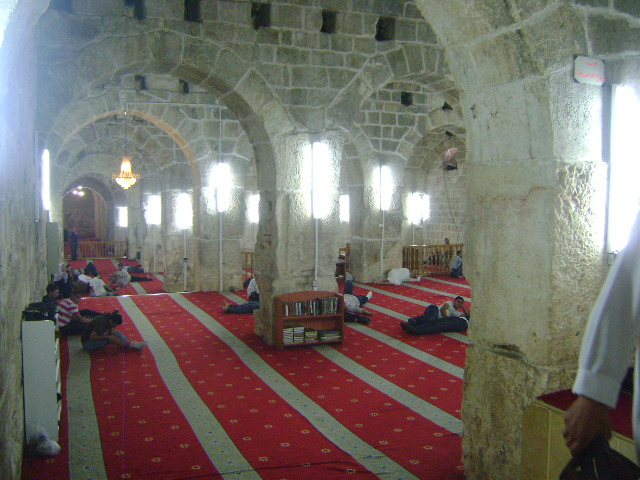
Die Marwani-Moschee

Als Ställe Salomos (hebräisch אורוות שלמה) wird eine unregelmäßige Gewölbehalle im Jerusalemer Tempelberg bezeichnet, die eine maximale Länge von über 80 Metern aufweist bei einer sich nach Westen von 58 Meter bis auf 17 Meter verringernden Tiefe. Die Höhe beträgt zwischen 9 und 10 Metern.
Der Zugang liegt bei der al-Aqsa-Moschee. In dieses Gewölbe wurde die Marwani-Moschee (arabisch المصلى المرواني, DMG al-Muṣallā l-Marwānī) hineingebaut.

## Geschichte
Viele Fachleute nehmen an, dass die Halle dadurch entstand, dass König Herodes die Plattform des Tempelbergs nach Süden hin in Richtung auf das Kidrontal erweitern ließ. Dazu war ein Höhenunterschied von 40 Metern auszugleichen. Um den Druck auf die Stützwände der riesigen Plattform zu reduzieren, konstruierten Herodes’ Ingenieure mehrere Gewölbe in übereinanderliegenden Stockwerken, wofür es Rekonstruktionsvorschläge von Louis-Hugues Vincent sowie in neuerer Zeit von Meir Ben-Dov gibt. Sie konnten als Lager- und Markthallen genutzt werden. Die heute vorhandenen 88 Pfeiler stammen jedoch nicht aus dieser Baumaßnahme des Herodes, sondern sind das Ergebnis frühislamischer Restaurierungen unter Benutzung antiker Spolien. Es gibt insgesamt noch drei antike, mutmaßlich herodianische Bogenansätze.
Der Architekt und Amateurarchäologe Tuvia Sagiv hat weit reichende Theorien zur Geschichte des Tempelbergs entwickelt, wobei er die Tempelplattform und die Umfassungsmauern (inklusive der Klagemauer) als Baumaßnahmen Kaiser Hadrians interpretiert. Der Felsendom befinde sich nicht an der Stelle des jüdischen Tempels, sondern über dem von Hadrian errichteten Tempel des Jupiter Capitolinus (der von der Mehrheit der Fachleute nicht hier, sondern im Zentrum von Hadrians Neugründung Aelia Capitolina lokalisiert wird: auf dem Gelände der später dort gebauten Grabeskirche.)
Sagivs These besagt, dass die Ställe Salomos ursprünglich ein Wasserreservoir gewesen seien, das durch den römischen Kaiser Hadrian im zweiten Jahrhundert zusammen mit der Steinmauer gebaut worden sei, die heute die Al-Aqsa-Moschee umgibt. Seine Struktur ähnele den Wasserreservoirs des römischen Ramla mit seinen Steinsäulen und Bögen. Dass das Reservoir gleichzeitig mit der die Al-Aqsa-Moschee umgebenden Mauer gebaut worden sei, sei offensichtlich, da die südlichen und östlichen Mauern des Reservoirs mit ihr eine Einheit bildeten.
Während der Umayyaden-Herrschaft wurde die Gewölbehalle zu einer Moschee umgestaltet und erhielt den Namen Marwani-Moschee nach dem Kalifen Abd al-Malik. 
Die Kreuzfahrer wandelten die Gewölbehalle im Jahre 1099 in einen Pferdestall für die Kavallerie um. An einigen Säulen kann man immer noch die Ringe zum Anbinden der Pferde sehen; aus der Rückwand ragen Tröge, die aus der kreuzfahrerzeitlichen Nutzung als Stall herrühren.
Der Zugang zu dem Ort war ein Tor in der Südwand der Al-Aqsa-Moschee.
Der Name Ställe Salomos existiert seit der Kreuzfahrerzeit. Hier wurde der historische Bezug zu Salomos erstem Tempel mit der Funktionalität des Raumes als Pferdeställe der Kreuzfahrer in der Zeit von Balduin II. (König von Jerusalem 1118–1131) verknüpft. Diese Deutung begegnet fast zeitgleich bei Johannes von Würzburg (Ställe für Pferde oder Kamele), al-Harawi (gewaltige Steine, Tröge für Pferde) und Benjamin von Tudela (Pferdeställe).

## Die Marwani-Moschee
Ab 1998 ließ die Waqf, die den Tempelplatz verwaltet, die Halle restaurieren und als Moschee nutzbar machen. Da sich der Tempelplatz unter israelischer Hoheit befindet und die Bautätigkeiten ohne Absprache mit der Israel Antiquities Authority erfolgten, sind diese illegal. Für die Arbeiten wurden israelische Muslime als Volontäre angeworben, von denen viele im Baugewerbe arbeiteten.
Der Gebetsraum kann 7000 Gläubige fassen. Es ging aber nicht nur um die Schaffung einer Wintermoschee. Mit der Marwani-Moschee wollte man Plänen für einen jüdischen Gebetsraum an der gleichen Stelle zuvorkommen. Entsprechende Ideen zirkulierten in den frühen 1980er Jahren und 1996.
Durch die Bauarbeiten wurde die Südmauer in Mitleidenschaft gezogen.
Außerdem wurde 1999 bis 2001 ohne archäologische Begleitung eine breite Zugangsrampe angelegt, durch die die Marwani-Moschee bequem von Norden her erreichbar ist. Angeschnitten von der Baugrube, waren die Basen eines halben Dutzends steinerner Säulen zu sehen, Bauschutt aus unbekannter Zeit.  Der Waqf wurde von israelischen Archäologen vorgeworfen, mit dem Bau der Moschee und der Ausgrabung bedeutende archäologische Zeugnisse der Vergangenheit zerstört zu haben – Zeugen der jüdischen Geschichte des Ortes.
Erst 2004 erhielt ein Team von israelischen Archäologen und Volontären um Gabriel Barkay die Erlaubnis, den im Kidrontal abgekippten Bodenaushub zu untersuchen (Temple Mount Sifting Project unter Aufsicht der Bar-Ilan-Universität, siehe Weblinks).